# Altenau (Hohenberg-Krusemark)
Altenau ist ein Wohnplatz im Ortsteil Groß Ellingen der Gemeinde Hohenberg-Krusemark im Landkreis Stendal, Sachsen-Anhalt.

## Geografie
Die zweiteilige Siedlung Altenau liegt zwei Kilometer südwestlich von Krusemark und etwa zwei Kilometer westlich von Groß Ellingen in der Altmark.
Nachbarorte sind Bertkow im Norden, Krusemark im Nordosten, Groß Ellingen im Osten, Beelitz im Südosten und Baben Südwesten.

## Geschichte
Im Landbuch der Altmark von 1427 wurde der Acker des wösten Dorpes Altena genannt, der zum Schloss Arneburg gehörte und von 8 Bauern in Krusemark genutzt wurde. Weitere Nennungen sind Jahre 1452 Altena
und 1598 Die wuste Feldtmarcke zue Altenow.
Auf dem Urmesstischblatt von 1843 besteht Altenau bereits aus zwei Wohnplätzen, der westliche ist mit Hohehof, der östliche mit Schulze bezeichnet. In späteren Zeiten sind beide in Karten mit Altenau beschriftet. Danach blieb der Name unverändert. Im Jahre 1895 lebten 17 Einwohner im Ort, 1905 waren es 11.